# Симо
Симо (фин. Simo) — община в Финляндии, в провинции Лапландия. Площадь составляет 2085 км².

## Географическое положение
Община расположена вблизи Ботнического залива Балтийского моря, в устье реки Симойоки, в 50 километрах от границы со Швецией. Побережье Ботнического залива довольно сильно изрезано и представляет собой чередование небольших полуостровков и заливов. Кроме того, вдоль побережья раскинулось более 50 островов, крупнейшими из которых являются Тиуранен и Монтайа. Другие острова включают Халттари, Хаахка, Хяркялетто, Лайтакари, Лейпяреет, Лиссабон, Мёюлю, Паскалетто, Пирттсаари, Райалето, Саапаскари, Тюнттюрит, Юкскиви и др.

## Природа
Из-за происходящего в Финляндии изменения климата, в 2014 году в Симо был отмечен первый случай заболевания клещевым энцефалитом из-за укуса появившегося в этом регионе энцефалитного клеща.

## Административная структура
Деревни общины включают: Аланиеми, Асемакюля, Хамари, Карисуванто, Максниеми, Матала, Онкалонперя, Пёйё, Симонкюля, Симониеми, Сойкко, Тайнийоки, Тайниниеми, Виантие и Юликярппя.
Из достопримечательностей общины стоит отметить местную церковь, строительство которой было завершено в 1846 году.

## Население
Население по данным на 2012 год — 3444 человека; по данным на 2000 год оно составляло 3891 человек. Плотность населения составляет — 2,38 чел/км². Финский является родным для 99,5 % населения общины; шведский — дл 0,1 %; другие языки — для 0,4 %. Лица в возрасте до 15 лет составляют 17,9 % населения Симо; лица старше 65 лет — 20,9 %.

### Известные уроженцы и жители
В Симо родились Мартти Юхани Миеттунен (финский политический деятель и премьер-министр страны в 1961—1962, 1975—1977 годах), а также Вейкко Хуовинен (известный финский писатель) и известный лингвист-тюрколог Рясянен, Арво Мартти Октавианус.

## Галерея

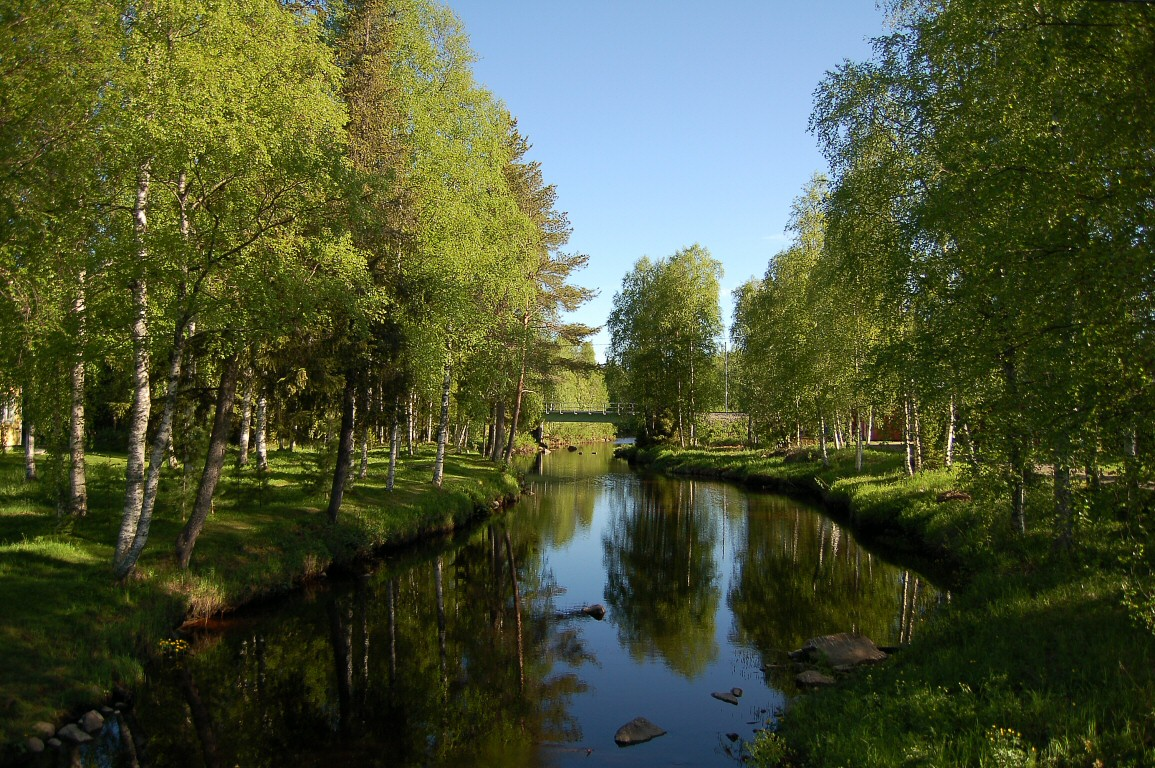
Река Виантиейоки
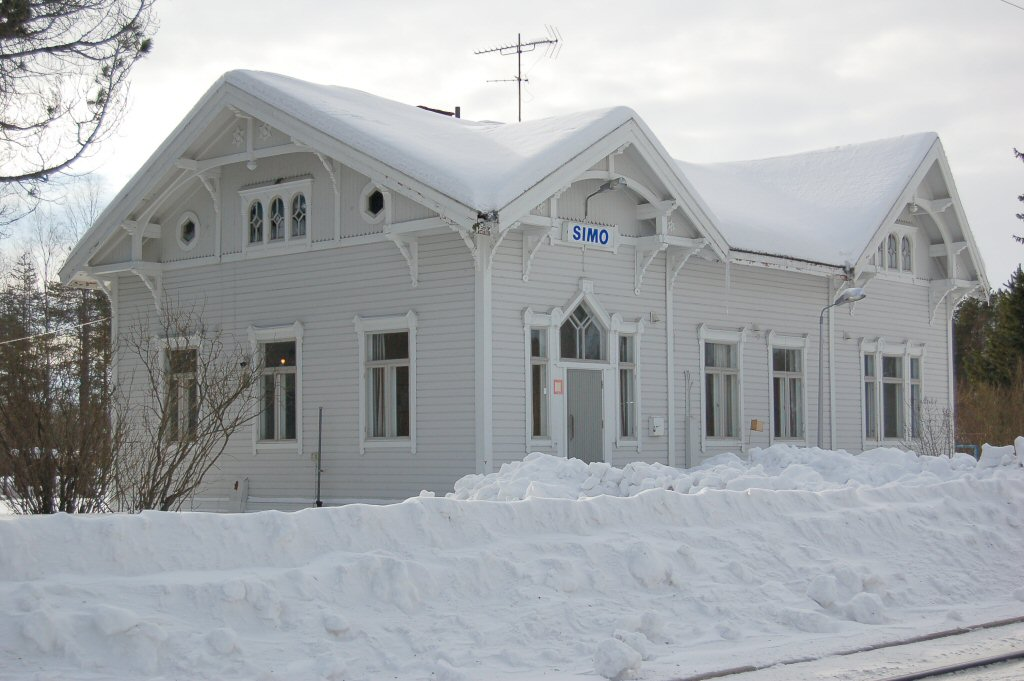
Железнодорожная станция Симо
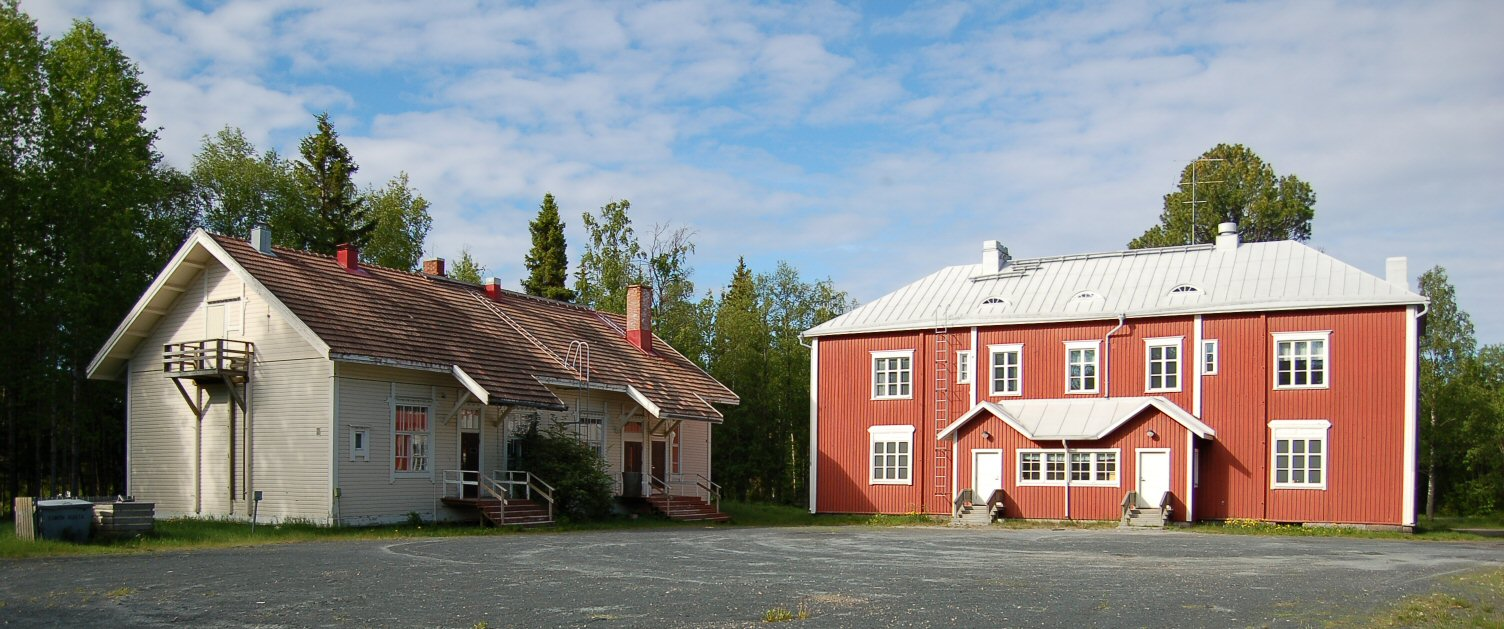
Школа в Симонкюля